# Гирчи — Больше свободы
Гирчи — Больше свободы (груз. გირჩი, с груз. — «Шишка») — оппозиционная политическая партия в Грузии. Партию в декабре 2020 года основали бывшие члены «Новый политический центр — Гирчи», отколовшиеся в декабре 2020 года. «Гирчи — Больше свободы» возглавляет Зураб Джапаридзе, бывший депутат парламента Грузии.

## История
Партия была основана Зурабом Джапаридзе 26 декабря 2020 года.
На местных выборах 2021 года партия получила 1,44 % голосов (25 467 голосов) и преодолела 2,5 % барьер только в Тбилисском городском собрании, где получила 1 место.